# Karl Jesper Hakon Hjelmquist
Karl Jesper Hakon Hjelmquist (o Hjelmqvist) ( 1905 -1999), fue un botánico, y fitogeógrafo sueco, y profesor de la Universidad de Lund en Suecia.

## Algunas publicaciones

### Libros
- karl jesper hakon Hjelmquist. 1955. Die älteste Geschichte der Kulturpflanzen in Schweden (La historia más antigua de las plantas cultivadas en Suecia). Con resumen en inglés, y con ilustraciones, incluye una carta. Editorial Stockholm. Serie Opera botanica, vol. 1 Nº. 3. 186 pp.

- ------------------------------------. 1944. Studien über Pflanzenchimären. Editorial pl. I. Lund; Leipzig. Serie Lunds Universitets Årsskrift. N.f. avd. 2. tomo 40 N.º 7. 67 pp.

## Honores

### Epónimos
- (Rosaceae) Cotoneaster hjelmqvistii Flinck & B.Hylmö[2]

- La abreviatura «Hjelmq.» se emplea para indicar a Karl Jesper Hakon Hjelmquist como autoridad en la descripción y clasificación científica de los vegetales.[3]